# Augusto de Almeida Monjardino
Augusto de Almeida Monjardino (Angra do Heroísmo, 3 de Março de 1871 — Lisboa, 6 de Julho de 1941) foi um médico cirurgião formado pela antiga Escola Médico-Cirúrgica de Lisboa (actual Faculdade de Medicina da Universidade de Lisboa), tendo defendido a sua tese de doutoramento a 18 de Julho de 1899. Foi médico-cirurgião do Hospital de São José, em Lisboa, Inspector-Geral de Higiene, fundador e primeiro director da Maternidade Alfredo da Costa, presidente da Sociedade de Ciências Médicas de Lisboa, professor da Faculdade de Medicina de Lisboa, reitor da Universidade de Lisboa, deputado e vice-presidente da Assembleia Nacional Constituinte de 1911 e senador da Primeira República Portuguesa.

## Biografia
Augusto Monjardino iniciou cedo a sua vida profissional, trabalhando para a empresa que então construía a Linha da Beira Baixa dos caminhos-de-ferro a partir de 1 de Novembro de 1888, quando tinha apenas 17 anos. Após essa data, passou a exercer as funções de condutor de obras públicas auxiliar (como contratado) até Maio de 1891, aparentemente em Angra do Heroísmo, passando então à situação de licença sem vencimento para frequentar estudos liceais. Terminados os estudos liceais, voltou ao serviço em 1892, mas voltou a pedir nova licença em Setembro daquele ano, desta feita para frequentar a Escola Médico-Cirúrgica de Lisboa, partindo para aquela cidade a 1 de Outubro de 1892. Manteve o seu vínculo às obras públicas, sempre na situação de licença sem vencimento, até 30 de Outubro de 1895, quando passou a exercer as funções de médico.

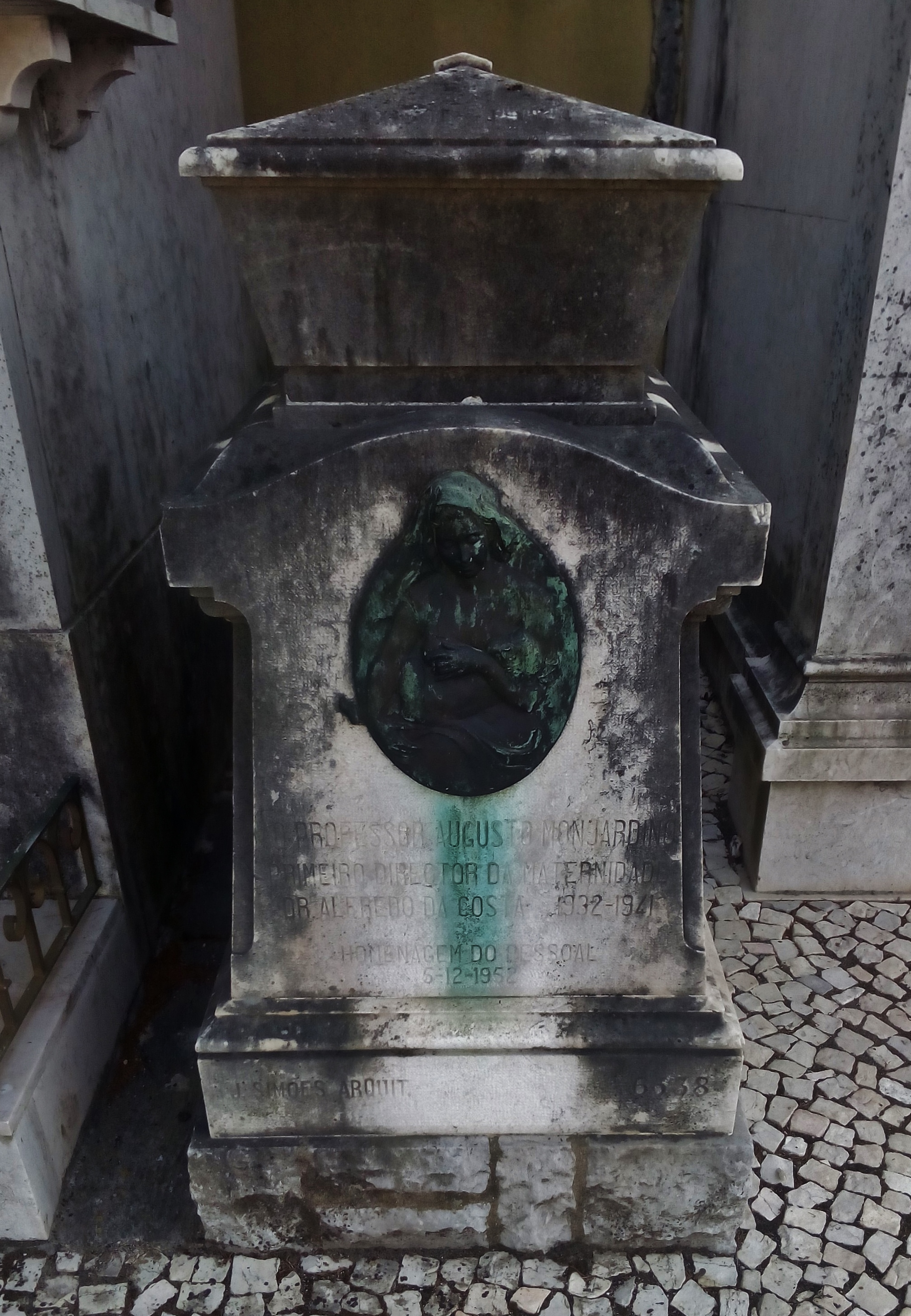
Jazigo de Augusto Monjardino, Cemitério do Alto de São João, Lisboa

Terminados os seus estudos médicos, iniciou a sua carreira académica como demonstrador da secção de Cirurgia da Escola Médico-Cirúrgica de Lisboa, lugar para o qual foi nomeado por decreto datado de 19 de Setembro de 1906. A partir de 1910 foi lente substituto da mesma escola.
Quando a Escola Médico-Cirúrgica se transformou em Faculdade de Medicina da Universidade de Lisboa, foi seu professor catedrático.
Foi membro do Partido Republicano Português, sendo eleito por esse partido para a Assembleia Nacional Constituinte que se convocou para elaborar a nova constituição republicana após a Implantação da República Portuguesa em 1910. Representava o círculo n.º 49, que tinha por sede a sua cidade natal de Angra do Heroísmo, sendo eleito vice-presidente da Assembleia.
Influente militante republicano, membro da Comissão Distrital Republicana de Lisboa, em 1928 foi nomeado reitor da Universidade de Lisboa, cargo que exerceu apenas durante alguns meses.
Foi médico-cirurgião dos Hospitais Civis de Lisboa, que lhe concederam, pelos serviços prestados, a sua Medalha de Ouro. Fundou e foi o primeiro director da Maternidade Alfredo da Costa, também em Lisboa. Era considerado um dos mais notáveis cirurgiões do seu tempo em Portugal.
Foi Sócio titular da Sociedade das Ciências Médicas de Lisboa e da Associação dos Médicos Portugueses e membro honorário da Academia de Medicina do Rio de Janeiro.
A cidade de Angra do Heroísmo lembra o Dr. Augusto Monjardino na toponímia de uma das suas ruas.

## Relações Familiares
Foi filho de Jorge de Lemos Bettencourt de Almeida Monjardino, natural da cidade de Angra do Heroísmo, onde nasceu em 11 de Junho de 1846, tendo falecido na mesma cidade em 21 de Abril de 1886, e de Maria de Ornelas Brugues Paim da Câmara, filha de Teotónio de Ornelas Bruges Paim da Câmara, o 1.º conde da Praia, nascida no palácio de Santa Luzia, da cidade de Angra do Heroísmo em 17 de Março de 1847, e falecida na mesma cidade em 7 de Junho de 1917.
Casou em Angra do Heroísmo, freguesia de São Pedro, em 14 de Outubro de 1900, com Maria Guilhermina do Carvalhal do Canto Brum, nascida em 1870, de quem teve: Maria de Ornelas Monjardino, nascida em 1 de Janeiro de 1903; Jorgina do Canto Monjardino, nascida em 20 de Janeiro de 1905 e casada com Herculano Amorim Ferreira; e Pedro Monjardino, nascido em 30 de Dezembro de 1910 e casado com Maria Lúcia dos Santos Pulido Valente.